# HMS L15
Pour les articles homonymes, voir L15.
Le HMS L15 est un sous-marin britannique de classe L construit pour la Royal Navy pendant la Première Guerre mondiale. Le bateau a survécu à la guerre et a été vendu à la ferraille en 1932.

## Conception
Le HMS L9 et les navires de classe L qui l’ont suivi avaient été agrandis pour recevoir des tubes lance-torpilles de 21 pouces (533 mm) et davantage de carburant. Le sous-marin avait une longueur totale de 70,4 m, un maître-bau de 7,2 m et un tirant d'eau moyen de 4 m. Ces sous-marins avaient un déplacement de 905 tonnes en surface, et 1 091 tonnes en immersion. Ils avaient un équipage de 38 officiers et matelots.
Pour la navigation en surface, ces navires étaient propulsés par deux moteurs diesel Vickers à 12 cylindres de 1 200 ch (895 kW), chacun entraînant un arbre d'hélice. En immersion, chaque hélice était entraînée par un moteur électriques de 600 ch (447 kW). Ils pouvaient atteindre la vitesse de 17 nœuds (31 km/h) en surface et 10,5 nœuds (19,4 km/h) sous l’eau. En surface, la classe L avait un rayon d'action de 3 200 milles marins (5 900 km) à 10 nœuds (19 km/h).
Les navires étaient armés d’un total de six tubes lance-torpilles : quatre tubes de 21 pouces (533 mm) dans l’étrave et deux tubes de 18 pouces (457 mm) sur les flancs. Ils transportaient un total de 10 torpilles de recharge de toutes tailles, dont quatre pour les tubes de 21 pouces. Ils étaient également armés d’un canon de pont de 4 pouces (102 mm).

## Engagements
Le HMS L15 a été construit par Fairfield Shipbuilding and Engineering Company à Govan près de Glasgow sur la Clyde. Sa quille fut posée le 16 novembre 1916 et il est lancé le 16 janvier 1918. En 1919, dans le cadre de la 4e flottille sous-marine, il a navigué avec le navire ravitailleur de sous-marins HMS Ambrose jusqu’à Hong Kong, où il est arrivé en janvier 1920. Le bateau a été vendu en février 1932 à John Cashmore Ltd pour la démolition à Newport.